# EUTEX European Telco Exchange
Die EUTEX European Telco Exchange AG war ein börsennotiertes Handelsunternehmen in der Telekommunikationsbranche.

## Geschichte
Gegründet wurde das Unternehmen 1999/2000 durch Dirk Reupke (Vorstandsvorsitzender, zuvor Talkline), Stefan Klebor (Finanzvorstand, ebenfalls Talkline) und Horst Westbrock (Technikvorstand, zuvor Ericsson Deutschland). Von der Börsen-Zeitung wurde es als Telefonminutenhändler bezeichnet.
In den Jahren 2003 und 2004 erzielte die Gesellschaft mit Sitz in Erkrath bei Düsseldorf jeweils über 100 Mio. Euro Umsatz.
Im Dezember 2005 ging das Unternehmen im Entry Standard an die Börse. Der Emissionspreis lag bei 10,20 Euro. In diesem Kalenderjahr lag der Umsatz bei 69 Mio. Euro. Elf Monate nach dem Börsengang im November 2006 wurde eine Kapitalerhöhung durchgeführt, Anfang 2007 meldete das Unternehmen als erster Vertreter des Börsensegments Insolvenz an.